# Provincia Chincha

Provincia Chincha

Provincia Chincha este una din cele 5 provincii care compun regiunea Ica din Peru. Ea este limitată astfel: 
- la nord de provinciile Cañete și Yauyos (Lima),
- la est de provincia Castrovirreyna (Huancavelica),
- la sud provincia Pisco
- la est de Oceanul Pacific.

## Diviziuni administrative
Provincia Chincha are o suprafață de 2 988,27 km² și se compune din 11 districte:
- Chincha Alta
- Alto Larán
- Chavín
- Chincha Baja
- El Carmen
- Grocio Prado
- Pueblo Nuevo
- San Juan de Yanac
- San Pedro de Huacarpana
- Sunanpe
- Tambo de Mora

## Capitala
Capitala provinciei este orașul Chincha Alta.

## Populația
Populația provinciei este estimată la 181 777 locuitori (2005).